# 통영 안정사 동종
통영 안정사 동종(統營 安靜寺 銅鍾)은 대한민국 경상남도 통영시, 안정사에 있는 조선시대의 동종이다. 2010년 12월 21일 대한민국의 보물 제1699호로 지정되었다.

## 지정 사유
안정사 종각에 봉안된 이 작품은 원래 1580년(선조 13년)에 전라도(全羅道) 담양(潭陽) 추월산(秋月山) 용천사(龍泉寺)에 대종으로 제작된 것이다. 현재 만세루에 걸려있는『진남군벽발산안정사대종연기(鎭南郡碧鉢山安靜寺大鐘緣記)』현판에 따르면 이 동종은 총 1,000여 금(金)을 주고 1908년 용추사(龍湫寺)에서 구입하여 이안하였다고 한다. 동종에는 용천사라는 寺名이 기재되어 있다. 그러나 근대에 기록된「태고사법(太古寺法)」에 따르면 용추사는 예전의 용천사로 담양군 용면 추월산에 있다고 기록하였으며, 1905년에는 최익현(崔益鉉)이 용추사에서 의병을 궐기하였다는 기록도 남아 있어, 늦어도 1905년부터는 용천사에서 용추사로 사명이 변경되었음을 알 수 있다. 동 종은 전체높이가 115cm이고, 입지름이 68cm로 조선전기에 제작된 동종 가운데 대형에 속하는 예이다.
전체적으로 짙은 검은 빛이 감도는 동종은 둥글고 높게 솟은 천판(天板) 위에 단용(單龍)과 음통(音筒)을 갖춘 종뉴(鍾鈕)가 있으며, 천판 아래에는 여의두형(如意頭形)의 입상화문대가 낮게 표현되었다. 종형(鍾形)은 외선(外線)이 천판 아래를 시작으로 완만한 곡선을 그리며 종신 중단까지 내려오다가 종구로 가까워질수록 반대로 오므라지는 형태를 보이고 있어 시각적으로 항아리를 엎어 놓은 모습이다.
종신에는 다양한 도안(圖案)을 장엄하였는데, 종신 중간에 횡선을 기준으로 상ㆍ하로 구분할 수 있다. 상단에는 천판 아래로 넓고 긴 연판문(蓮瓣文)을 부조하였으며, 그 아래로 4개의 연곽을 장식하였다. 연곽(蓮廓)의 전체 형태는 사다리꼴이고, 연곽대(蓮廓帶)의 당초문(唐草文) 양옆으로는 연주문(聯珠文)을 주회하여 장식적인 효과를 주었다. 그리고 그 내부에 만개된 9개의 연뢰(蓮蕾)를 표현하였다. 하단에는 4개의 당좌(撞座)와 연화당초문(蓮花唐草文)을 장엄하였는데, 이 가운데 당좌는 그 문양이 매우 아름다워 주목된다. 당좌는 ‘만(卍)’자를 감싼 육자대명왕진언(六字大明王眞言)이 구름을 타고 하늘에서 내려오는 모습을 형상화하였다. 그러나 제작자에 실수로 인해 ‘만(卍)’자와 진언이 뒤집혀 주조되었다.
이 작품은 종신 상단 연곽 사이와 연곽 밑에 양각(陽刻)으로 제작연대와 봉안사찰을 기록하였다. 명문(銘文)을 통해 동종의 제작 장인이 계당(戒堂), 진옥(眞玉), 문헌(文軒)임을 알 수 있으며, 화원(畵員)이라는 직책과 속성(俗姓)을 기재하지 않은 점에서 이들의 신분을 승장(僧匠)으로 파악할 수 있다.
전반적인 종의 상태와 양식적 우수성, 역사적 가치 등을 종합적으로 고려할 때, 국가지정문화재로 지정하여 보존하고 연구할 만한 가치가 충분하다고 평가되었다.

## 같이 보기
- 안정사

## 참고 자료
- 통영 안정사 동종 - 국가유산청 국가유산포털